# António da Cunha Telles
António de la Cunha Telles (Funchal, 26 de febrer de 1935 - Lisboa, 23 de novembre de 2022) va ser un cineasta i productor portuguès, un dels iniciadors del Novo Cinema portuguès, tant com realitzador com a productor.

## Trajectòria
Va estudiar Medicina a la Universitat de Lisboa, encara que va acabar dedicant-se al cinema. Es va instal·lar en París al voltant de 1956, i va estudiar realització en el Institut des Hautes Études Cinematographiques (IDHEC). De retorn a Portugal, va assumir funcions directives en els Serveis de Cinema de la Direcció de General de l'Ensenyament Primari i va dirigir cursos de cinema a la Mocidade Portuguesa. Es va estrenar en la realització amb el documental Os Transportes (1962), encomanat per la Direcció General de l'Ensenyament Primari i va donar principi a una activitat de productor que ho faria indissociable del moviment del Nou Cinema portuguès. Va produir Os Verdes Anos (1963) de Paulo Soares da Rocha i Belarmino (1964) de Fernando Lopes. El 1967 per falta d'èxit comercial de les pel·lícules d'aquest nou moviment, va abandonar durant un curt període la producció i va dirigir Cine-Almanaque, periòdic d'actualitats cinematogràfiques del qual només es van editar dotze números. El seu primer llargmetratge és de 1970, O Cerco. En les dècades de 1980 i 1990 va reiniciar l'activitat de productor, comptant des d'aquesta data amb més de 50 pel·lícules produïdes, de realitzadors com José Fonseca e Costa, Eduardo Geada, Joaquim Leitão, Edgar Pêra, António de Macedo, António Pedro Vasconcelos, entre diversos telefilmes i coproduccions internacionals. Va realitzar Kiss Me (2004), experiència cinematogràfica de la presentadora Marisa Cruz.

## Filmografia
Com a realitzador
- Kiss Me (2004)
- Pandora (1996)
- Vidas (1984)
- Continuar a Viver (1976)
- As Armas e o Povo (1975) - col·lectiu
- Meus Amigos (1974)
- O Cerco (1970)
- Os Transportes (1962)

Com a productor
- Quinze Pontos na Alma, de Vicente Alves do Ó (2009)
- How to Draw a Perfect Circle, de Marco Martins (2009)
- América, de João Nuno Pinto (2009)
- A Corte do Norte, de João Botelho (2008)
- Terra Sonâmbula, de Teresa Prata (2007)
- Hotel Tivoli, d'Antón Reixa (2007)
- Nome de Código: Sintra, de Jorge Paixão da Costa (2007, sèrie de televisió)
- O Mistério da Estrada de Sintra, de Jorge Paixão da Costa (2007)
- Parte de Mim, de Margarida Leitão (2006)
- Fin de curso, de Miguel Martí (2005)
- Entre o Desejo e o Destino, de Vicente Alves do Ó (2005, curtmetratge)
- Macao sans retour, de Michale Boganim (2004)
- Kiss Me, d'António da Cunha Telles (2004)
- Maria e as Outras, de José de Sá Caetano (2004)
- Jaime, d'António-Pedro Vasconcelos (1998)
- Pandora, d'António Da Cunha Telles (1996)
- Passagem por Lisboa, de Eduardo Geada (1994)
- Aqui na Terra, de João Botelho (1993)
- A Linha do Horizonte, de Fernando Lopes (1992)
- Requiem para um Narciso, de João Pedro Ruivo (1992, sèrie de televisió "A La Minute")
- Rosa Negra, de Margarida Gil (1991)
- Le Blocus, de José Fonseca e Costa (1990, sèrie de televisió "Napoleon et l'Europe")
- O Bobo, de José Álvaro Morais (1987)
- Uma Aventura em Lisboa, de Eduardo Geada (1989, sèrie de televisió)
- Paraíso Perdido, de Alberto Seixas Santos (1986)
- Vidas, d'António da Cunha Telles (1983)
- Contactos, de Leandro Ferreira (1982)
- Saudades Para D. Genciana, de Eduardo Geada (1981)
- Uma Experiência, de Paulo Rocha (1970, curtmetratge)
- Alta Velocidade, d'António de Macedo (1967, curtmetratge)
- Mudar de Vida, de Paulo Rocha (1966)
- Domingo à Tarde, d'António de Macedo (1966)
- O Trigo e o Joio, de Manuel Guimarães (1965)
- Catembe, de Faria de Almeida (1965)
- As Ilhas Encantadas, de Carlos Vilardebó (1965)
- O Crime da Aldeia Velha, de Manuel Guimarães (1964)
- La peau douce, de François Truffaut (1964, coproducció)
- Belarmino, de Fernando Lopes (1964)
- Le triangle circulaire, de Pierre Kast (1964, coproducció)
- Le pas de trois, d'A. Dornet (1964)
- Les vacances portugaises, de Pierre Kast (1963, coproducció)
- Les Chemins du Soleil, de Carlos Vilardebó (1963, curtmetratge)
- Os Verdes Anos, de Paulo Rocha (1963)
- P.X.O., de Pierre Kast e J. Daniel Valcroze (1962, curtmetratge)